# Atractoscion nobilis
Atractoscion nobilis és una espècie de peix de la família dels esciènids i de l'ordre dels perciformes.

## Morfologia
- Els mascles poden assolir 166 cm de longitud total i 41 kg de pes.
- Nombre de vèrtebres: 24.[2]

## Alimentació
Menja peixos i calamars.

## Hàbitat
És un peix marí, de clima subtropical (65°N-22°N) i demersal que viu entre 0-122 m de fondària.

## Distribució geogràfica
Es troba a l'oceà Pacífic oriental: des d'Alaska fins a la Baixa Califòrnia (Mèxic) i el Golf de Califòrnia.

## Ús comercial
És excel·lent com a aliment per als humans.

## Observacions
És inofensiu per als humans.